# レフ・カラハン

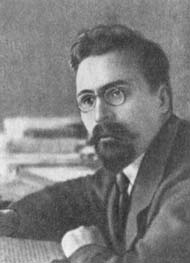
レフ・カラハン

レフ・ミハイロヴィッチ・カラハン（アルメニア語: Լևոն Միքայելի Կարախանյան; ロシア語: Лев Миха́йлович Караха́н, ラテン文字転写: Lev Mikhailovich Karakhan; 1889年1月20日 - 1937年9月20日）は、ロシアの革命家、ソヴィエト連邦（ソ連）の外交官である。アルメニア人。本来の苗字はカラハニアン（Karakhanian）。

## 経歴
ティフリス（現在のトビリシ）出身。
1917年、ロシア社会民主労働党に入党。1917年10月、カラハンは革命軍事会議の議員としてロシア革命に参加した。彼はロシア内戦や干渉戦争を経てウラジーミル・レーニン指導のボリシェヴィキ支配が確立していく1918年から1920年にかけて外務人民委員代理（外務次官）を務めた。1917年から1918年にかけては人民委員（外務大臣）のレフ・トロツキー、あるいはアドリフ・ヨッフェとともにドイツ帝国等との間で行われたブレスト＝リトフスク和平交渉におけるソビエト代表団に参加し、その書記を務めた。また、1919年7月に第一次カラハン宣言を北京政府および広東政府に宛て発出し、1920年9月に第二次カラハン宣言を北京政府が派遣した張外交使節団と手交した。これら二つの宣言より、ソ連政府は中華民国（中国）に対する新たな外交政策を提示した。
カラハンは1921年にポーランド大使、1923年～1926年に中国大使として派遣され、ソ連の外交政策で重要な国との関係強化に当たった。駐中大使期間中の1925年には、日本（大日本帝国）との間で日ソ基本条約を締結した。
ヨシフ・スターリンによる独裁が強化されていく1927年から1934年にかけて、カラハンは再び外務人民委員代理となり、外務人民委員となったマクシム・リトヴィノフの元で働いた。しかし、スターリンによる大粛清時代の開始からは逃れられず、1937年、カラハンは逮捕・処刑された。
1956年に名誉回復された。

## カラハン宣言
外務人民委員代理時代の1919年7月および1920年9月の2回に渡り、ソヴィエト政権の対中基本政策として発表された宣言。1回目の文書を第一次カラハン宣言『中国人民および中国の南北両政府に対する声明』、2回目の文書を第二次カラハン宣言『外務人民委員部の中国政府あて中ソ協定条項』と呼ぶ。
第一次カラハン宣言は北京政府、広東政府の南北両政府に宛てられ、ロシア革命直後のレーニンによる宣言の趣旨を継承し、ロシア帝国が清朝と結び、中華民国が継承した北京条約などの不平等条約の即時・無条件撤廃を表明した。ただし、中国政府に宛てられたとされる内容とソビエト側で発表された内容に食い違いがあり、ソビエト側で発表された文書には東清鉄道に関する権益の放棄は欠落していた。
その後、第一次カラハン宣言は修正され、第二次カラハン宣言が北京政府とのみ取り交わされたが、これにも東清鉄道に関する権益の放棄は謳われていなかった。
これら二つの宣言により、中国民衆はソヴィエト政権や共産主義への支持・共鳴を広げ、中国言論界の世論形成に多大の影響を与えた。一方、モンゴル問題などでソヴィエト政権と対立する北京政府を揺さぶった。また北京政府と対抗する広東政府指導者の孫文にソ連との関係強化を促し、1924年の第一次国共合作へとつながる下地となった。